# 371
| [ Edytuj tabelę ] |                                          |
| Władca Guptów     | - 330 Samudragupta 375                   |
| Władca Korei      | - 331 Kogugwŏn 371 - 371 Sosurim 384     |
| Papież            | - 366 Damazy I 384                       |
| Król Persji       | - 309 Szapur II 379                      |
| Cesarz Rzymu      | - 364 Walentynian I 375 - 364 Walens 378 |
| Król Wandalów     | - 359 Godigisel 406                      |

Rok 371 / CCCLXXI
stulecia: III wiek ~
IV wiek ~
V wiek

lata: 361 «
366 «
367 «
368 «
369 «
370 «
371
» 372
» 373
» 374
» 375
» 376
» 381

## Wydarzenia
- Europa
  - rozporządzenie Walensa: obowiązek ściągania danin na rzecz państwa od kolonów przechodzi na panów.
  - wojny rzymsko-sasanidzkie: miała miejsce bitwa pod Wagabantą.

## Urodzili się
- Walentynian II, cesarz rzymski

## Zmarli
- 1 sierpnia – Euzebiusz z Vercelli, pierwszy biskup Vercelli, święty (ur. ok. 283)

- 12 kwietnia – Zenon z Werony, biskup Werony, święty (ur. 300; zm. 371-375)